# Leticia Silva de Albuquerque
Leticia Silva de Albuquerque (São José do Rio Preto, 24 de maio de 1995) é uma jogadora de futebol brasileira.
Albuquerque foi vice-campeã Campeonato Brasileiro em Campeonato Brasileiro de Futebol Feminino de 2014 e Campeonato Brasileiro de Futebol Feminino de 2016. Além de ter sido campeã do Campeonato Paulista de 2016, do Campeonato Catarinense de 2019 e da Copa do Brasil de 2015.
A jogadora tem passagem por diversos clubes, bem como Rio Preto, XV de Piracicaba, Avaí Kindermann, Santos, Iranduba e Hapoel Be'er Sheva (Israel).